# Crutcher Rock
Crutcher Rock är en kulle i Antarktis. Den ligger i Västantarktis. Argentina, Chile och Storbritannien gör anspråk på området. Toppen på Crutcher Rock är 1 375 meter över havet.
Terrängen runt Crutcher Rock är huvudsakligen platt, men österut är den kuperad. Trakten är obefolkad. Det finns inga samhällen i närheten. 